# 21그램
《21그램》(영어: 21 Grams)은 멕시코 감독 알레한드로 곤살레스 이냐리투의 2003년 미국의 드라마 영화이다. 숀 펜, 나오미 왓츠, 샤를로트 갱스부르, 대니 휴스턴, 베니치오 델 토로 주연이다. 《21그램》은 비극적인 자동차 사고를 반복한다.

## 줄거리
잭 조던은 회개한 전과자이자 회복 중인 중독자로, 기독교를 받아들여 약물 및 알코올 남용과의 싸움을 극복했다. 폴 리버스는 말기 심장 질환을 앓고 있는 수학 교수이며, 이식을 받지 않으면 몇 주밖에 살 수 없다. 그의 아내 메리는 폴이 죽더라도 자녀를 키울 수 있도록 인공수정을 통해 아이를 가질 계획이다. 한편, 크리스티나 펙은 재활에 적극적으로 참여하며 안정된 생활을 해 온 전직 약물 중독자로, 남편과 두 어린 딸과 함께 교외에서 살고 있다.
어느 날 저녁, 운전 면허 없이 운전하던 잭이 뺑소니 사고로 크리스티나의 남편과 두 딸을 치어 사망시키면서 이들의 삶은 얽히게 된다. 크리스티나 남편의 심장은 폴에게 이식되어 그에게 두 번째 삶의 기회를 준다. 크리스티나는 이 상실감에 깊이 상심하여 약물 남용으로 재발한다. 폴은 정상적인 삶을 재개하려 하고 아내의 인공수정 계획에 마지못해 동의하지만, 나중에 그녀가 이전 별거 중에 낙태를 했다는 사실을 알게 된다. 배신감을 느낀 폴은 관계를 끝낸다.
죄책감에 시달리던 잭은 약물 사용으로 재발한다. 그의 아내는 그에게 침묵을 지키라고 촉구하지만, 잭은 자신의 영적인 의무라고 믿고 자수하기를 고집한다. 수감된 동안 그는 낙담하고 신앙을 포기하며 자살을 시도한다. 크리스티나가 그를 처벌하는 것이 가족을 돌려주지 않을 것이라는 점을 인식하고 고소를 취하하자 그는 풀려난다. 잭은 가족을 떠나 막노동을 하며 떠돌이 생활을 한다.
호기심에 이끌린 폴은 사설 탐정을 고용하여 새 심장 기증자를 추적하고 크리스티나의 신원을 알아낸다. 그는 그녀를 따라다니기 시작하고 결국 그녀에게 접근한다. 처음에는 격분했지만, 크리스티나는 폴과 관계를 시작하고 둘은 서로에게 정서적으로 의존하게 된다. 그러나 폴의 새 심장은 기능이 약해지기 시작하고, 그는 몸이 이식을 거부하고 있다는 말을 듣는다.
크리스티나가 슬픔과 복수심에 점점 더 사로잡히면서 그녀는 폴을 설득하여 잭을 살해하도록 한다. 폴은 총을 구하여 모텔에 사는 잭을 찾아낸다. 그는 숲 속 공터에서 잭과 대면하지만 살인을 저지를 수 없다. 그는 땅에 경고 사격을 가하고 잭에게 사라지라고 말한다. 폴은 크리스티나에게 잭의 죽음에 대해 거짓말한다. 그날 밤 늦게 잭이 그들의 모텔에 나타나 폴에게 자신을 죽여달라고 간청한다. 싸움이 벌어지고, 크리스티나가 램프로 잭을 공격하는 혼란 속에서 폴은 실수로 자신을 쏜다.
크리스티나와 잭은 폴을 병원으로 급히 데려간다. 잭은 경찰에 폴을 쐈다고 진술하지만, 증거가 없어 풀려난다. 폴은 부상으로 사망한다. 병원에서 크리스티나는 임신 사실을 알게 되고 약물 사용을 중단하라는 권고를 받는다. 마지막 장면에서 크리스티나는 이전에 들어갈 수 없었던 죽은 딸의 침실에서 아기를 맞이할 준비를 하고, 잭은 가족에게 돌아가는 모습이 보인다.

## 제목
영화 제목은 영혼에 무게가 있음을 보여주려고 시도한 1907년 실험 21그램 실험에 기반을 둔다.

## 캐스트
- 숀 펜 - 폴 리버스
- 나오미 왓츠 - 크리스티나 펙
- 베니치오 델 토로 - 잭 조단
- 샤를로트 갱스부르 - 메리
- 대니 휴스턴 - 마이클
- 존 루빈스타인 - 의사
- 클리어 듀발 - 클로디아
- 에디 마산 - 잭의 목사
- 멀리사 리오 - 메리
- 마크 토머스 무쏘(Marc Thomas Musso) - 프레디
- 폴 칼데론 - 브라운
- 데니스 오헤어 - 의사
- 케빈 채프먼 - 앨런
- 루 템플 - 보안관
- 캘리 나혼(Carly Nahon) - 케이티

## 한국판 성우진(KBS, 2006년 11월 12일)
- 이규화 - 폴 리버스(숀 펜)
- 소연 - 크리스티나 펙(나오미 와츠)
- 김준 - 잭 조단(베니치오 델 토로)
- 유명숙 - 메리(샤를로뜨 갱스부르)
- 김옥경 - 마리앤(멜리사 레오)
- 이호인 - 마이클(대니 휴스턴) / 의사(데니스 오헤어)
- 이봉준 - 크리스티나의 아버지(제리 칩만) / 의사(존 루빈스타인)
- 성창수 - 사장(토니 본)
- 주유랑 - 클로리아(클리어 듀발) / 케이티(칼리 나혼)
- 원호섭 - 잭의 목사(에디 마산)
- 이규석 - 소년(닉 니콜스) / 의사(톰 어윈)
- 안영아 - 애나(캐서린 덴트) / 프레디(마크 토머스 무쏘) / 로라(클레어 파키스)
- 유지원 - 지나(테레사 델가도)

## 반응
로튼 토마토의 평론가들 중 80%가 이 영화에 긍정적인 평가를 하였으며, 이는 평균 7.5/10점의 178개의 리뷰에 기반을 둔다.

### 박스오피스
이 영화는 20,000,000 달러로 제작, 전 세계적으로 약 60,000,000 달러의 수익을 올려 성공을 거두었다.

## 같이 보기
- 21그램 실험